# Ramnefjellsfossen
La catarata o cascada Ramnefjells o Ramnefjellsfossen (también conocida como Utigardsfossen o Utigordsfossen) es una cascada de Noruega, considerada la cuarta más alta de este país y la duodécima del mundo Además, en la base de datos de referencia «The World Waterfall Database», que incluye también todos los saltos de agua de menor importancia y estacionales, se considera como la undécima más alta. La catarata se encuentran en la montaña Ramnefjellet, en el municipio de Stryn, en el condado de Vestland, a unos 10 kilómetros al sureste de las aldeas de Loen y Olden.
La caída es alimentada por el glaciar Ramnefjellbreen, un brazo del gran glaciar Jostedal. Después de la caída, el agua fluye hacia el lago Lovatnet  (10,49 km²). La caída es fácilmente accesible en barco, hidroavión o por carretera, y hay un camping situado a poca distancia desde el que se puede acceder por un sendero a la base de la catarata. La caída total es de 818 metros, dividida en tres saltos. Debido al escaso caudal de agua es una de los pocas grandes cascadas de Noruega que no ha sido elegida para generar energía hidroeléctrica.
La montaña, Ramnefjellet, ha matado a más de 100 personas como consecuencia de los grandes deslizamientos de tierra ocurridos en 1905 y en 1936. Una fotografía de 2008 de las cataratas tomada desde el lago Lovatnet  fue incluida en el folleto "Skywards" de Emirates Airline